# Charles Michel Mouet de Langlade
Charles Michel Mouet de Langlade, född 1729, död 1801, var en officer i den franska marinkåren, senare i det brittiska indiandepartementet.

## Familj
Fadern, Augustin Mouet de Langlade, var en framstående handelsman vid Fort Michilimackinac. Hans mor, Domitilde, var en odawa. Charles gifte sig med Charlotte-Ambroisine Bourassa. Paret hade två döttrar. Han hade också en son i en förbindelse med en odawakvinna.

## I fransk tjänst
Första gången Langlade var med i krig var han tio år gammal och tillsammans med sin morbror. 1750 var han kadett vid den franska marinkåren. Som sådan deltog han i en expedition mot miamiindianerna i Ohiolandet för att tvinga dem att upphöra med sina kontakter med engelska handelsmän. Under fransk-indianska kriget deltog han i slaget vid Monongahela 1755, genomförde ett lyckat eldöverfall på Rogers Rangers 1757, ledde den fransk-indianska styrkan i slaget vid Sabbath Day Point och deltog i belägringen av Fort William Henry  senare samma år. Han deltog även i försvaret av Québec 1760 och var kommendant i Fort Michilimackinac till britterna tog över fortet på hösten 1761.

## Pontiacs krig

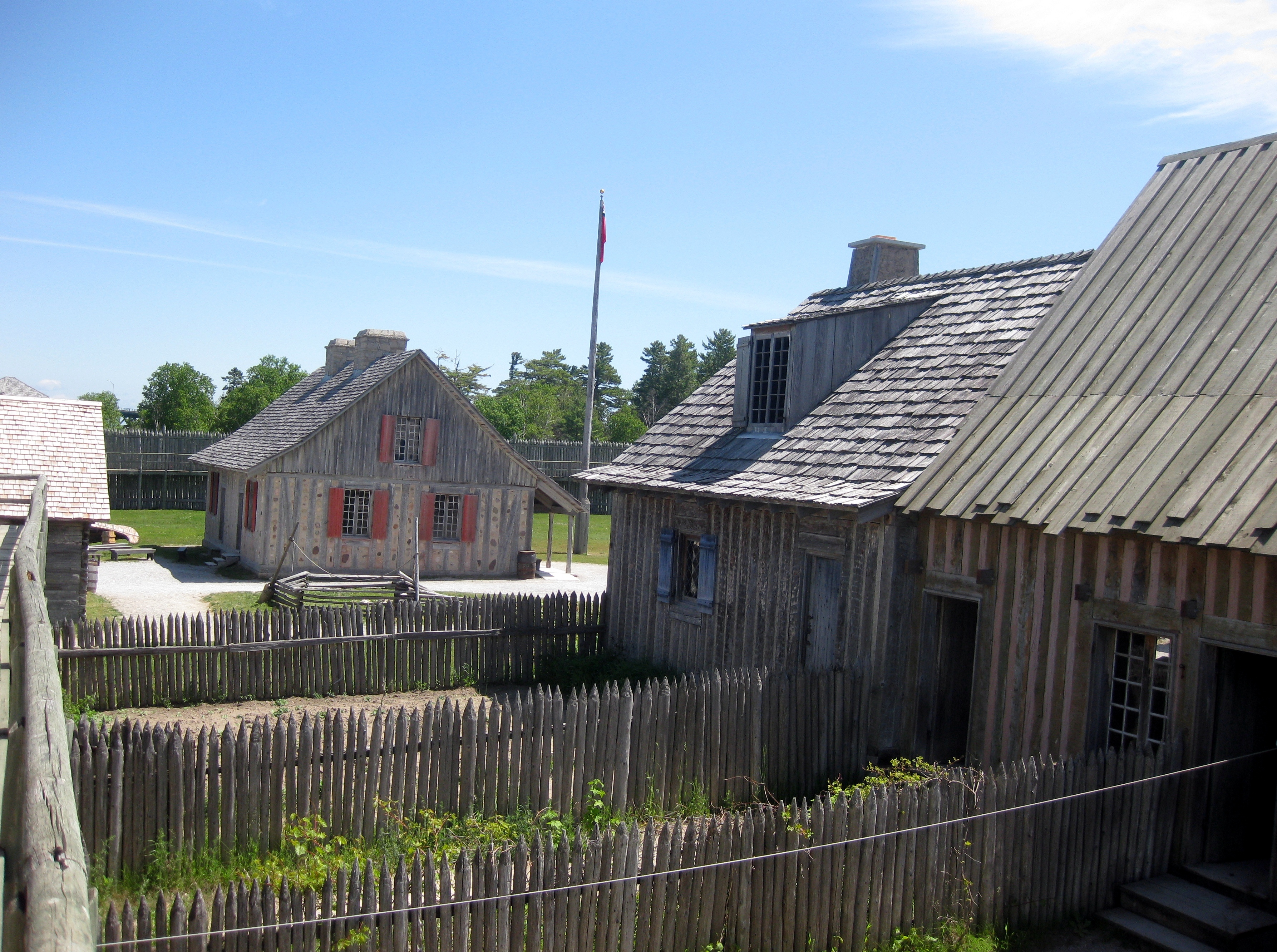
Fort Michilimackinac (historiskt återskapande).

Langlade hade inga svårigheter med att anpassa sig till det brittiska väldet. Under inledningsskedet av Pontiacs krig varnade han den brittiske kommendanten i Fort Michilimackinac för den annalkande faran, men denne trodde honom inte. Senare räddade han kommendanten och en annan officer från att brännas levande. Med hjälp av sina släktingar bland odawas såg han till att de överlevande kunde föras till Montréal. Han tog befälet i fortet tills det brittiska väldet kunde återupprättas.

## I brittisk tjänst
Efter Pontiacs krig flyttade Langlade och familjen till La Baye, dagens Green Bay, Wisconsin, där hans far nu bodde. Vid sidan av en näringsverksamhet som pälshandlare blev Langlade officer i det Brittiska Indiandepartementet. Under det amerikanska frihetskriget ledde han indianska allierade i försvaret av Montréal mot kontinentalarmén och deltog i Burgoynes invasion av New York 1777. 1780 ledde han en expedition mot det spanska Saint Louis, men den blev tillbakaslagen. Efter kriget fortsatte han sin tjänst vid indiandepartementet fram till sin död.

## Eftermäle
Langlade County i Wisconsin är uppkallat efter honom.